# True tears
true tears ist ein Ren’ai-Adventure, das von La’cryma, einem Zusammenschluss von Broccoli, Circus, GameCrab und der Mangaka Rei Izumi entwickelt und herausgebracht wurde.
Die Handlung des Spieles konzentriert sich dabei hauptsächlich auf die romantischen Beziehungen zwischen den Darstellern. Es wurde in Japan ab 31. März 2006 für den PC auf DVD verkauft. Ein Manga, der auf der Handlung des Spieles aufbaut, erschien bereits am 10. Dezember 2005 vor der Veröffentlichung des Spiels. Eine Anime-Serie mit demselben Titel wurde 2008 im japanischen Fernsehen ausgestrahlt. Die Thematik wurde ebenfalls in Form von zwei Hörspielen und zwei Internetradio-Sendungen aufgegriffen. Während die Handlung des Manga nah an die des Spiels angelehnt ist, orientiert sich die Handlung des Anime kaum an beiden Vorgängern. So wurden selbst die Hauptcharaktere ausgetauscht und durch andere ersetzt.

## Handlung des Anime
Der Oberschüler Shinichirō Nakagami (仲上 眞一郎, Nakagami Shinichirō) verfügt über künstlerisches Geschick und lebt mit seiner Familie in der Präfektur Toyama. Er wohnt dort mit seinen Eltern und der Schülerin Hiromi Yuasa (湯浅 比呂美, Yuasa Hiromi) zusammen. Hiromi, die dieselbe Schule wie Shinichirō besucht, zog in das Haus der Nakagami ein, nachdem ihr Vater verstorben war. Zu Beginn der Handlung lebt sie bereits seit einem Jahr dort, macht aber auf Shinichirō einen sehr bedrückten Eindruck, wenn sie zu Hause ist. In der Schule hingegen ist sie sehr bekannt, sportlich talentiert und scheint häufig gut gelaunt zu sein. Shinichirō, der Hiromi schon wesentlich länger kennt, findet dies sehr merkwürdig, traut sich aber nicht, mit ihr darüber zu sprechen.
Eines Tages trifft er in der Schule auf das als seltsam bekannte Mädchen Noe Isurugi (石動 乃絵, Isurugi Noe), die zwei Klassen unter ihm ist. Bei ihrer ersten Begegnung sitzt sie oben auf einem Baum und weiß nicht mehr, wie sie herunterkommen soll. Als Folge dessen lässt sie sich von Shinichirō auffangen. Nach der harten Landung zeigt sie ihm zwei Hühner. Eines davon, welches sie Naigomaru nennt, soll die Fähigkeit zu fliegen besitzen, während das zweite Huhn Jibeta dies nicht können soll, weil es nicht versucht zu fliegen. Obwohl Shinichirō sie anfangs für vollkommen verrückt hält, kann er nicht aufhören an sie zu denken und besucht mit ihr den Hühnerstall erneut. Dort angekommen machen sie die Feststellung, dass Naigomaru von einem Waschbären überfallen wurde und nicht mehr auffindbar ist. Trotz ihrer Trauer um das Tier vergießt sie nicht eine Träne, da sie die Fähigkeit zu Weinen verloren hat, seitdem ihre Großmutter verstarb.
Ab diesen Moment läuft sie Shinichirō ständig hinterher, um ihm anstelle von Naigomaru das Vogelfutter zu geben. Sein Schulfreund Miyokichi Nobuse (野伏 三代吉, Nobuse Miyokichi) findet dies recht merkwürdig, nimmt es aber mit Humor. Die beiden treffen sich des Öfteren in einem Imagawayaki Geschäft, wo Aiko Andō (安藤 愛子, Andō Aiko), die die Schule bereits verlassen hat, als Verkäuferin arbeitet. Sie ist in Shinichirō verliebt, jedoch weiß er nichts davon und sein ebenfalls ahnungsloser Freund Miyokichi versucht ihr näher zu kommen.
Unterdessen verschlechtert sich Shinichirōs Verhältnis zu Hiromi, da sie von Noes Bruder Jun Isurugi (石動 純 Isurugi Jun) umworben wird. Es hat den Anschein, als ob sich drei Beziehungen entwickeln würden, mit denen aber weder Shinichirō noch Aiko glücklich werden. Infolgedessen kommt es zu verschiedenen Konfrontationen zwischen den Charakteren, in deren Mittelpunkt Shinichirō steht. Letztlich entscheidet sich Shinichirō für Hiromi, die er nur nach extremen Einsatz für sich gewinnen kann und deren Beziehung lange Zeit auf der Kippe stand.

## Entstehung und Veröffentlichungen

### Spiel
Das von La’cryma entwickelte Ren’ai-Adventure wurde am 31. März 2006 für den PC veröffentlicht. Dabei waren Circus und Broccoli für die Produktion und den Vertrieb verantwortlich, GameCrab für das Szenario und Rei Izumi für das Character Design. Eine Neuauflage des Spiels für die Playstation 2 erschien am 7. August 2008 und wurde von Sweets produziert und vermarktet.

### Manga
Der Manga wurde vor der Veröffentlichung des Spiels, als Vorgeschmack auf dieses, seit dem 10. Dezember 2005 innerhalb des Manga-Magazins Comi Digi veröffentlicht. Der Mangaka Asaki war sowohl für die Handlung als auch die Zeichnungen verantwortlich. Auch nach der Umbenennung des Magazines am 21. April 2006 zu Comi Digi + wurde der Manga weitergeführt.
Am 21. Dezember 2006 erschien ein einzelner Sammelband (Tankōbon) der Kapitel unter dem Namen true tears (ISBN 4-7973-3935-7). Dieser Sammelband umfasst 210 Seiten und wurde von dem Verlag Softbank Creative herausgegeben.

### Anime
Für den 13-teiligen Anime true tears, der unter der Regie von Junji Nishimura und nach dem Drehbuch von Mari Okada entstand, wurde die Handlung als auch die Charaktere neu entworfen. So hat dieser keine Gemeinsamkeiten mit der Vorlage, obwohl La’cryma im Vorspann als ursprünglicher Autor angegeben wird. true tears wurde von P.A. Works in Zusammenarbeit mit dem Unternehmen Lantis, welches zu Bandai Visual gehört, produziert, wobei P.A. Works für die Animation zuständig war, während Lantis die Musik produzierte. Der Anime zuerst vom 6. Januar bis 30. März 2008 nach Mitternacht (und damit am vorigen Fernsehtag) auf TV Kanagawa, sowie mit bis zu zwei Wochen Versatz auch auf Kansai TV, Chiba TV, TV Saitama, Tōkai TV, BS11 und Kids Station.
Die Folgen wurden dann vom 25. März bis 26. September 2008 auch auf sieben DVDs veröffentlicht. Am 26. März 2010 veröffentlichte Bandai Visual eine Blu-ray-Box.
Der Anime wurde ungewöhnlich früh von Bandai Visual USA für die englische Lokalisierung lizenziert. Ursprünglich sollte dieser ab Mai 2008 ebenfalls auf sieben DVDs in den Vereinigten Staaten erscheinen, wobei aufgrund einer Umstrukturierung in dessen Verlauf Bandai Visual USA in seinem Mutterunternehmen Bandai Entertainment aufging, stattdessen eine DVD-Box bei dessen Label Anime Legends veröffentlicht wurde, die im August 2009 erschien.

#### Synchronisation
| Rolle               | japanischer Sprecher (Seiyū) |
| ------------------- | ---------------------------- |
| Shinichirō Nakagami | Makoto Ishii                 |
| Hiromi Yuasa        | Kaori Nazuka                 |
| Aiko Andō           | Yuka Iguchi                  |
| Noe Isurugi         | Ayahi Takagaki               |
| Miyokichi Nobuse    | Hiroyuki Yoshino             |
| Jun Isurugi         | Yuuki Masuda                 |

### Musik
Zu dem Computerspiel wurde am 23. Dezember 2005 die Single Tears in snow veröffentlicht, welche von Hiromi Satō gesungen wurde.
Zum Anime wurden eine Vielzahl an CDs veröffentlicht. Eine Single-Auskopplung der Titelmusik Reflectier (リフレクティア, Refurekutia) von eufonius erschien am 23. Januar 2008. Diese erreichte Platz 24 der Oricon-Charts und verblieb darin für 13 Wochen. Ihr folgte am 6. Februar 2008 eine weitere Single-Auskopplung aus dem Abspann von Aira Yūki mit dem Namen Sekai no Namida (セカイノナミダ). Diese erreichte Platz 48 bei 4 Wochen Verbleib. Am 27. Februar erschien der erste Original Soundtrack True Tears Original Soundtrack. Am 16. April 2008 kam eine vierte Musikveröffentlichung mit dem Titel true tears: Sōnyūka & Image Song Shū (true tears 挿入歌&イメージソング集) für die Lieder innerhalb der Serie (insert songs = sōnyūka), an der neben eufonius auch Rita, yozuca* und kukui beteiligt sein sollen. Am 25. Juni 2008 folgte das Hörspiel TV Anime „true tears“ Drama CD (TVアニメ「true tears」ドラマCD), sowie am auf der Comiket 75 bzw. einen Monat später am 30. Januar 2009 im regulären Handel true tears Kaette Kita! Kochira Tulip Hōsōkyoku (true tears 帰ってきた! こちらチューリップ放送局) basierend auf der gleichnamigen Internetradiosendung, die von Dezember 2007 bis Mai 2008 lief. Ein Minialbum namens true teas: Image Mini Album – Nostalgic Arietta (true tears イメージミニアルバム 〜Nostalgic Arietta〜) folgte am 7. April 2010 mit Stücken von eufonius, Ayahi Takagaki, Kaori Nazuka und Yuka Iguchi. Zum dritten Jubiläum veröffentlichte eufonius am 8. Februar 2012 die Single Prism Sign (プリズム・サイン, Purizumu Sain).

### Franchises
Zu dem Spiel wurde im Februar 2006 ein Artbook mit dem Namen true tears: First Fan Book (トゥルーティアーズ ファーストファンブック, ISBN 4-86176-220-0) von Broccoli veröffentlicht. Dieses im Großformat gestaltete Buch hat einen Umfang von 63 Seiten und beschreibt hauptsächlich die Charaktere des Spiels und dient als Einleitung zu diesem. Neben vielen kleinen Details enthält es auch Kommentare der Akteure aus dem Spiel.